# وادی جنان
وادی جنان یک منطقهٔ مسکونی در الجزایر است که در ناحیه ثنیه واقع شده‌است. وادی جنان ۸ کیلومتر مربع مساحت دارد ۳۸۰ متر بالاتر از سطح دریا واقع شده‌است.